# Villány
Villány (în germană Willand) este un oraș în districtul Siklós, județul Baranya, Ungaria, având o populație de 2.531 de locuitori (2011).

## Demografie
Componența etnică a orașului Villány
     Maghiari (77,56%)
     Germani (19,32%)
     Romi (1,52%)
     Necunoscut (0,22%)
     Alții (1,38%)
Componența confesională a orașului Villány
     Romano-catolici (60,49%)
     Reformați (7,63%)
     Fără religie (6,99%)
     Necunoscută (22,8%)
     Alte religii (2,73%)
Conform recensământului din 2011, orașul Villány avea 2.531 de locuitori. Din punct de vedere etnic, majoritatea locuitorilor (77,56%) erau maghiari, existând și minorități de germani (19,32%) și romi (1,52%). Apartenența etnică nu este cunoscută în cazul a 0,22% din locuitori.  Din punct de vedere confesional, majoritatea locuitorilor (60,49%) erau romano-catolici, existând și minorități de reformați (7,63%) și persoane fără religie (6,99%). Pentru 22,8% din locuitori nu este cunoscută apartenența confesională.